# ALH 84001 (Meteorit)
Koordinaten: 76° 55′ 13″ S, 156° 46′ 25″ O

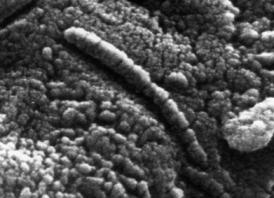
Elektronenmikroskopaufnahme von ALH84001. Relikt eines Marsbakteriums? (Foto: NASA)

ALH 84001 (offizieller Name Allan Hills 84001) ist ein 1,94 kg schwerer Meteorit, der am 27. Dezember 1984 in den Allan Hills (Viktorialand) in der Antarktis gefunden und 1993 als SNC-Meteorit (Marsmeteorit) identifiziert wurde.

## Beschreibung
Er besteht hauptsächlich aus grobkörnigem kataklastischen Orthopyroxenit und definiert deshalb eine neue Untergruppe der SNC-Meteoriten, welche als SNC-Orthopyroxenit bezeichnet wird. Im Vergleich zu anderen Marsmeteoriten, welche meist ein relativ junges geologisches Alter haben, ist ALH 84001 bereits sehr alt. Sein Alter wurde mit der Lutetium-Hafnium-Datierung auf 4,091 Milliarden Jahre bestimmt. Gemäß Messung des Bestrahlungsalters wurde ALH 84001, vermutlich durch den Impakt eines Asteroiden auf dem Mars, vor etwa 15 Millionen Jahren von der Marsoberfläche weggeschleudert und landete vor etwa 13.000 Jahren auf der Erde.
Im Jahr 1996 fanden David S. McKay und seine Mitarbeiter Strukturen im Marsmeteoriten ALH 84001, die sie als Spuren fossiler Bakterien deuteten.
Ihre Argumente für Spuren fossilen Lebens in ALH 84001 sind:
- Strukturen in Elektronenmikroskopaufnahmen, die als fossilierte Bakterien gedeutet werden. Es wird jedoch eingewendet, dass diese Strukturen auch Artefakte der benutzten Aufnahmetechnik sein könnten. Zudem liegt die Größe der Strukturen nur im Bereich von einigen Nanometern; sie sind damit viel kleiner als bei gewöhnlichen irdischen Bakterien. Zwar wurden „Nanobakterien“ angeblich auch auf der Erde entdeckt; bisher ist dieser Befund jedoch selbst noch umstritten.
- Karbonateinschlüsse, welche Magnetit in einer Modifikation enthalten, wie sie auf der Erde von Bakterien produziert wird. Es ist bisher jedoch nicht auszuschließen, dass dieses Magnetit auch durch nichtbiologische Prozesse erzeugt werden kann.
- Polyzyklische aromatische Kohlenwasserstoffe (PAH, von engl. Polycyclic Aromatic Hydrocarbons) innerhalb der Karbonate, welche beim Zerfall von Bakterien entstehen können. Auch hier ist es schwierig zu zeigen, dass es keine nichtbiologischen Prozesse gibt, die das gleiche Muster von PAHs erzeugen, wie es in ALH 84001 gefunden wurde.

Die Thesen von McKay und seinen Mitautoren wurden kontrovers diskutiert. Es wurden inzwischen auch in zwei anderen Marsmeteoriten, Shergotty und Nakhla, mögliche Relikte von früherem Leben gefunden. Unter anderem auf diesen Strukturen baut die Theorie der Panspermie auf, nach der das Leben auf der Erde durch Keime aus dem All entstanden ist.

## Kulturelle Rezeption
Dan Brown behandelt in seinem Thriller Meteor einen angeblich von der NASA entdeckten Meteoriten mit Einschlüssen von extraterrestrischem Leben. Der Meteor ALH 84001 wird hier als Negativbeispiel für den fehlgeschlagenen Nachweis extraterrestrischen Lebens angeführt.
Die Popband Convertible veröffentlichte 2010 ein Album mit dem Titel ALH 84001.